# Sabine Mäder
Sabine Mäder (* 1987) ist eine deutsche Bühnen- und Kostümbildnerin. Seit 2024 leitet sie zusammen mit Alexander Kohlmann und Mizgin Bilmen die Schauspielsparte am Staatstheater Darmstadt.

## Leben
Sabine Mäder absolvierte einige Szenenbild- und Kostümassistenzen bei Filmproduktionen und arbeitete mit der Filmakademie Baden-Württemberg im Bereich Szenenbild zusammen. Es folgten Assistenzen am Staatsschauspiel Dresden und an der Semperoper. Sie studierte Bühnen- und Kostümbild an der Hochschule für Bildende Künste Dresden. Von 2013 bis 2015 war sie Bühnenbildassistentin am Schauspiel Frankfurt. Hier entstanden auch ihre ersten eigenen Bühnenbilder.

## Berliner Theatertreffen
Zusammen mit Ulrich Rasche wurde Sabine Mäder insgesamt drei Mal mit den folgenden Produktionen zum Berliner Theatertreffen eingeladen:
- 2017 Die Räuber[4]
- 2018 Woyzeck[5]
- 2019 Das große Heft[6]

## Arbeiten (Auswahl)
2014–2015
- Bühne für Die Geschichte von den Pandabären von Matei Vișniec am Schauspiel Frankfurt | Regie: Christian Franke[7]
- Bühne und Kostüme für Urfaust von Goethe am Theater Münster | Regie: Robert Teufel[8]
- Raum für Wut und Gedanke von Christian Franke am Schauspiel Frankfurt | Regie: Christian Franke[9]
- Bühne für Der Auftrag von Heiner Müller am Schauspiel Frankfurt | Regie: Mizgin Bilmen[10]

2016
- Bühne und Kostüme für Orest von Euripides am Theater Osnabrück | Regie: Robert Teufel[11]
- Bühne und Kostüme für Alltag und Ekstase von Rebekka Kricheldorf am Theater Münster | Regie: Robert Teufel[12]
- Bühnenbildmitarbeit bei Die Räuber von Friedrich Schiller am Residenztheater | Regie: Ulrich Rasche[13]
- Bühne für Leonce und Lena von Georg Büchner am Theater Münster | Regie: Robert Teufel[14]

2017
- Bühne für Der Spieler : Dostojewski von Christian Franke am Staatstheater Wiesbaden | Regie: Christian Franke[15]
- Bühnenbildmitarbeit bei Sieben gegen Theben / Antigone von Aischylos / Sophokles am Schauspiel Frankfurt | Regie: Ulrich Rasche[16]
- Bühne und Kostüme für Unterwerfung von Michel Houellebecq am Theater Osnabrück | Regie: Robert Teufel[17]
- Bühne und Kostüme für CAPA ! TARO von Christian Franke am Theaterhaus Jena | Regie: Christian Franke[18]
- Bühnenbildmitarbeit bei Woyzeck von Georg Büchner am Theater Basel | Regie: Ulrich Rasche[19]

2018
- Bühnenbildmitarbeit bei Das große Heft von Ágota Kristóf am Staatsschauspiel Dresden | Regie: Ulrich Rasche[20]
- Bühne für Dostojewskis Krokodil in einer Fassung von Christian Franke am Theaterhaus Jena | Regie: Christian Franke[21]
- Bühne für Das dritte Leben des Fritz Giga von Christian Franke am Theater Oberhausen | Regie: Christian Franke[22]
- Bühnenbildmitarbeit bei Die Perser von Aischylos, Koproduktion der Salzburger Festspiele mit dem Schauspiel Frankfurt | Regie: Ulrich Rasche[23]
- Bühne für Imperium von Christian Kracht am Staatstheater Braunschweig | Regie: Babett Grube[24]

2019
- Bühne für DENN WIR WERDEN UNS GLÄNZEND RECHTFERTIGEN, WEIL WIR DOCH RADIKAL UNSCHULDIG SIND! nach Ödön von Horváth an den Münchner Kammerspielen | Regie: Janet Stornowski[25]
- Bühne und Kostüme für Ein Engel der Geschichte von Christian Franke am Staatstheater Braunschweig | Regie: Christian Franke[26]
- Bühnenbildmitarbeit bei Die Bakchen von Euripides am Burgtheater Wien | Regie: Ulrich Rasche[27]

2020–2021
- Bühnenbildmitarbeit bei Peter Grimes von Benjamin Britten am Theater Basel | Regie: Ulrich Rasche | Musikalische Leitung: Kristiina Poska[28]
- Bühne und Kostüme für Die Verwandlung von Franz Kafka am Staatstheater Karlsruhe | Regie: Mizgin Bilmen[29]
- Bühne für La Bohème von Giacomo Puccini am Landestheater Linz | Regie: Georg Schmiedleitner | Musikalische Leitung: Markus Poschner[30]
- Bühne für Two Women Waiting For... von Christian Franke am Theater Bielefeld | Regie: Christian Franke[31]
- Bühne und Kostüme für HANNAH! von Christian Franke am Hessischen Landestheater Marburg | Regie: Christian Franke[32]